# Lubuk Soting
Lubuk Soting is een bestuurslaag in het regentschap Rokan Hulu van de provincie Riau, Indonesië. Lubuk Soting telt 7478 inwoners (volkstelling 2010).